# Wanda Janiszewska
Wanda Janiszewska z d. Biel ps. „Krystyna” (ur. 12 lipca 1925 w Skałacie, zm. 12 listopada 2021 w Warszawie) – robotnica kołchozowa, później fabryczna, od maja 1943 żołnierz 1 Samodzielnego Batalionu Kobiecego im. Emilii Plater, spadochroniarka, wywiadowczyni i radiotelegrafistka w Oddziale Partyzanckim Armii Ludowej im. Ludwika Waryńskiego, urzędniczka KW MO, dama Orderu Wojennego Virtuti Militari.

## Życiorys
Urodziła się 12 lipca 1925 w Skałacie w rodzinie Piotra Biela i Józefy z d. Bąskiej. Była wychowywana przez matkę, ponieważ ojciec zginął tragicznie w 1931. Do momentu wybuchu wojny ukończyła szkołę powszechną i 1 klasę gimnazjalną. 10 lutego 1940 całą rodzinę Bielów deportowano na Ural, gdzie 15-letnia Wanda ciężko pracowała w tajdze przy wyrębie lasu, a później skierowana została do kopalni złota. Była z dala od rodziny, zatrudniona w wyjątkowo ciężkich warunkach. Na wieść o powstaniu Armii Polskiej gen. Władysława Andersa na własną rękę próbowała się do niej dostać, ale w drodze zachorowała na tyfus. Przez dłuższy czas przebywała w Czelabińsku w tamtejszym szpitalu, a kiedy już wyzdrowiała to została skierowana do Troicka, do fabryki w której produkowano części do samolotów. Wczesną wiosną 1943 czytając prasę dowiedziała się, że w Sielcach nad Oką tworzona jest 1 Polska Dywizja Piechoty im. Tadeusza Kościuszki.
22 maja po dotarciu do Sielc, została skierowana do Batalionu Kobiecego im. Emilii Plater, w którym przebywała 3 miesiące. W sierpniu do batalionu przyjechał przedstawiciel Zarządu Rozpoznawczego Sztabu Generalnego Armii Czerwonej, który miał za zadanie werbowania żołnierzy do służby dywersyjno-wywiadowczej na tyłach wroga i wówczas okazało się, że Wanda spełniła wymagane kryteria. Przeszła 7-miesięczne szkolenie specjalne wywiadowczo-dywersyjne w szkole podoficerskiej w Srebrnym Borze znajdującej się pod Moskwą” Podczas szkolenia szybko opanowała również kurs radiotelegrafii. W marcu 1944 została przerzucona z Kijowa na teren Polski z Heleną Tomaszewską. Wanda Biel jako „Krystyna Wagner” miała występować w roli córki, a starsza Tomaszewska jako „Olga Wagner” w roli jej matki. Miały prowadzić wspólnie penetrację wywiadowczą w IV Obwodzie Krakowskim Armii Ludowej. Wanda wylądowała koło Rajbrotu w powiecie bocheńskim i udało jej się szybko dotrzeć do Krakowa do lokalu kontaktowego Robotniczej Partii Polskich Socjalistów znajdującej się przy ul. Floriańskiej 13 W zorganizowaniu sieci informacyjnej w krakowskim węźle kolejowym oraz w Jędrzejowie, Częstochowie, Kielcach i innych miejscowości, a także szczególnie trudnym terenie Zagłębia i Śląska, które wcielono do Rzeszy, pomocy udzielali jej ludzie z AL. i RPPS. Wydatnej pomocy w odniesieniu o lotniskach niemieckich w Balicach i Czyżynach przekazywał jej ppor. lotnictwa polskiego Konrad Dominik. Wykonywana pracę ułatwiała jej znajomość języka rosyjskiego i niemieckiego. Wobec narastającej groźby namierzenia przez kontrwywiad niemiecki radiostacji, którą się posługiwała, często zmieniała miejsce nadawania, pracując niejednokrotnie w wyjątkowo ciężkich okolicznościach – w studni, na strychach, w cegielni. Ostatecznie, latem 1944, kiedy radiostacja została namierzona przez kontrwywiad niemiecki, została skierowana do Oddziału Partyzanckiego AL. im. Waryńskiego, którego dowódcą był por. Gregorczyk, a oddział przebywał w Gorcach w rejonie Turbacza. Z miejsca pobytu oddziału przekazywała m.in. informacje o zaminowaniu Krakowa, które były dostarczone jej przez łączników, a także partyzanci zdobywali je m.in. od schwytanych Niemców. Jako „Krystyna” uczestniczyła również w akcjach partyzanckich. Kiedy jej radiostacja uległa awarii, skorzystała z nadajnika sowieckiej grupy desantowej działającej w Gorcach i do Moskwy zwróciła się o nowy sprzęt. W nocy z 28/29 września 1944 podczas zrzutu z samolotu radzieckiego otrzymała dwie radiostacje oraz broń i materiały wybuchowe dla oddziału AL. W dniu 2 lutego 1945 podczas wejścia wojsk radzieckich na teren działania oddziału, „Krystyna” oraz „Olga Wagner” wyjechały do Moskwy, a z niej zostały skierowane na wypoczynek do Soczi. Jej brawurowe wykonywanie służby umożliwiały obok przygotowania bojowego jakie uzyskała i wrodzonej inteligencji – cechy charakteru: śmiałość, odwaga, szybkie i stanowcze podejmowanie decyzji. Kapitan Wanda Janiszewska Uchwałą Rady Państwa Nr 0/137 z 22 marca 1971 za zasługi w działalności konspiracyjnej i czynny udział w walkach partyzanckich w okresie okupacji hitlerowskiej została na wniosek Związku Kombatantów odznaczona Krzyżem Srebrnym Orderu Wojennego Virtuti Militari z nr. Legitymacji 146/71 – dekoracji dokonał przewodniczący Rady Państwa Józef Cyrankiewicz.
W lipcu 1945 Wanda została zdemobilizowana i krótko zamieszkała w Krakowie z por. Gregorczykiem, z którym była w faktycznym związku małżeńskim, a później wyszła za mąż za Janiszewskiego. Będąc w Krakowie zdobyła średnie wykształcenie i została zatrudniona w Komendzie Wojewódzkiej Milicji Obywatelskiej jako urzędniczka w dziale gospodarczym. Była działaczką Związku Bojowników o Wolność i Demokrację. W 1954 zamieszkała w Warszawie, gdzie zatrudniono ją w Komendzie Głównej MO. W USA miała znajomych których często odwiedzała lub wyjeżdżała w celach zarobkowych. W 1964 przeszła na wcześniejszą emeryturę i od paru lat Wanda z córką mieszkała w Hiszpanii.
Wanda Janiszewska zmarła 12 listopada 2021 i pochowana została w Warszawie na cmentarzu komunalnym północnym kwatera S-X-9, rząd 28, grób 8.